# Asesor de menores
El Asesor de menores e incapaces es un funcionario existente en la Argentina en los sistemas de justicia nacional y provinciales. Su función es asesorar obligatoriamente a los jueces en aquellos casos en los que uno o más menores o personas incapaces, se encuentren involucrados. Su función es cuidar que los intereses del menor o los incapaces y las leyes de protección de menores se hayan cumplido. Integra el Ministerio Público.
En 1998 se reorganizó el Ministerio Público nacional por ley 24.946, cambiando su denominación por "defensor público de menores e incapaces"

## Fuente
- Ley 24.946